# Hector Léveillé
Augustin Abel Hector Léveillé, född den 13 mars 1864 i Le Mans, död där den 25 november 1918, var en fransk botaniker och präst.
Léveillé studerade till läkare innan han valde prästyrket, 1887 reste han till Indien som missionär, där han utsågs till professor i naturhistoria i Puducherry. År 1891 återvände han till Frankrike av hälsoskäl och bosatte sig i hemstaden Le Mans.
Efter ett möte med botanikern Adrien Franchet 1900 gick han med på att utföra studier på de växtprover som hade skickats av samlare i Fjärran Östern. Från dessa sändningar har Léveillé tillskrivits över 2 000 nya arter, många tillsammans med Eugène Vaniot.
Auktorsnamnet H.Lév. kan användas för Hector Léveillé i samband med ett vetenskapligt namn inom botaniken; se Wikipediaartiklar som länkar till auktorsnamnet.